# Polikarpow Po-2
Die Polikarpow Po-2 (russisch Поликарпов По-2, NATO-Codename: Mule = Maultier) ist ein bis 1944 unter der Bezeichnung Polikarpow U-2 erschienener sowjetischer Doppeldecker und mit etwa 40.000 in 26 Jahren produzierten Exemplaren eines der meistgebauten Flugzeuge der Welt.

## Geschichte
Ursprünglich entworfen wurde es als Schulflugzeug, im Laufe ihrer Karriere wurde die U-2 jedoch mit den unterschiedlichsten Aufgaben betraut. Im Frühjahr 1927 entstanden die ersten Entwürfe, am 7. Januar 1928 erfolgte der Erstflug des Prototyps. Die Maschine zeichnete sich durch einfache Bedienung und Wartung sowie durch große Flugstabilität aus, weshalb ab 1930 die Serienfertigung aufgenommen wurde.
In kurzer Zeit entstanden neben der eigentlichen Ausbildungsvariante unter anderem eine Agrarversion mit Sprühanlage für Insektizide, eine Version zum Krankentransport, eine Schwimmerversion sowie ein Passagierflugzeug mit geschlossener Kabine hinter dem vorderen offenen Sitz. Als Deutschland 1941 die Sowjetunion überfiel, befanden sich etwa 13.000 Flugzeuge im Einsatz. Aus der Not heraus entstanden im Verlaufe des Krieges etliche militärische Varianten der U-2, diese dienten zum Beispiel als Schlacht- und Aufklärungsflugzeug, sowie als Verbindungsflugzeug zu Partisanen. Berühmt wurde sie durch den Einsatz als leichter Bomber bei dem nur aus Frauen bestehenden 46. Gardefliegerregiment. Diese sogenannten Nachthexen flogen mit diesem Typ nächtliche Störangriffe gegen die deutschen Truppen. Auch der damals erst 14-jährige Arkadi Nikolai Kamanin, jüngster Pilot der Luftstreitkräfte, benutzte diesen Typ. Von den Deutschen wurde die Maschine Rollbahnkrähe oder Nebelkrähe sowie wegen ihres Motorgeräusches auch Nähmaschine genannt.
Als der Konstrukteur der Maschine Nikolai Nikolajewitsch Polikarpow am 30. Juli 1944 starb, wurde die U-2 ihm zu Ehren in Po-2 umbenannt. Die Serienproduktion lief während des ganzen Krieges weiter und endete erst 1954. Einige Teilnehmerstaaten des Warschauer Vertrags übernahmen nach Kriegsende viele Maschinen in ihre Ausbildungsstaffeln und nutzten sie bis in die 1950er Jahre hinein. Polen, das von 1949 bis 1954 600 Stück einer CSS-13 genannten Lizenzversion produzierte, hatte sie bis 1956 im Einsatz. Jugoslawien rüstete seine Po-2 auf tschechoslowakische Walter-Motoren um. In der DDR waren 24 des auch Podwa (dwa bedeutet auf Russisch zwei) genannten Typs hauptsächlich als Segelschleppflugzeug und Absetzflugzeug für Fallschirmspringer bekannt und wurden dementsprechend von 1952 bis 1976 eingesetzt.
Die Po-2 erlebte ihre letzten Kriegseinsätze im Koreakrieg auf nordkoreanischer Seite von 1950 bis 1953, daraufhin erhielt sie von der US Air Force den Meldenamen (später: NATO-Code-Name) Mule (deutsch: Maultier).

## Beschreibung

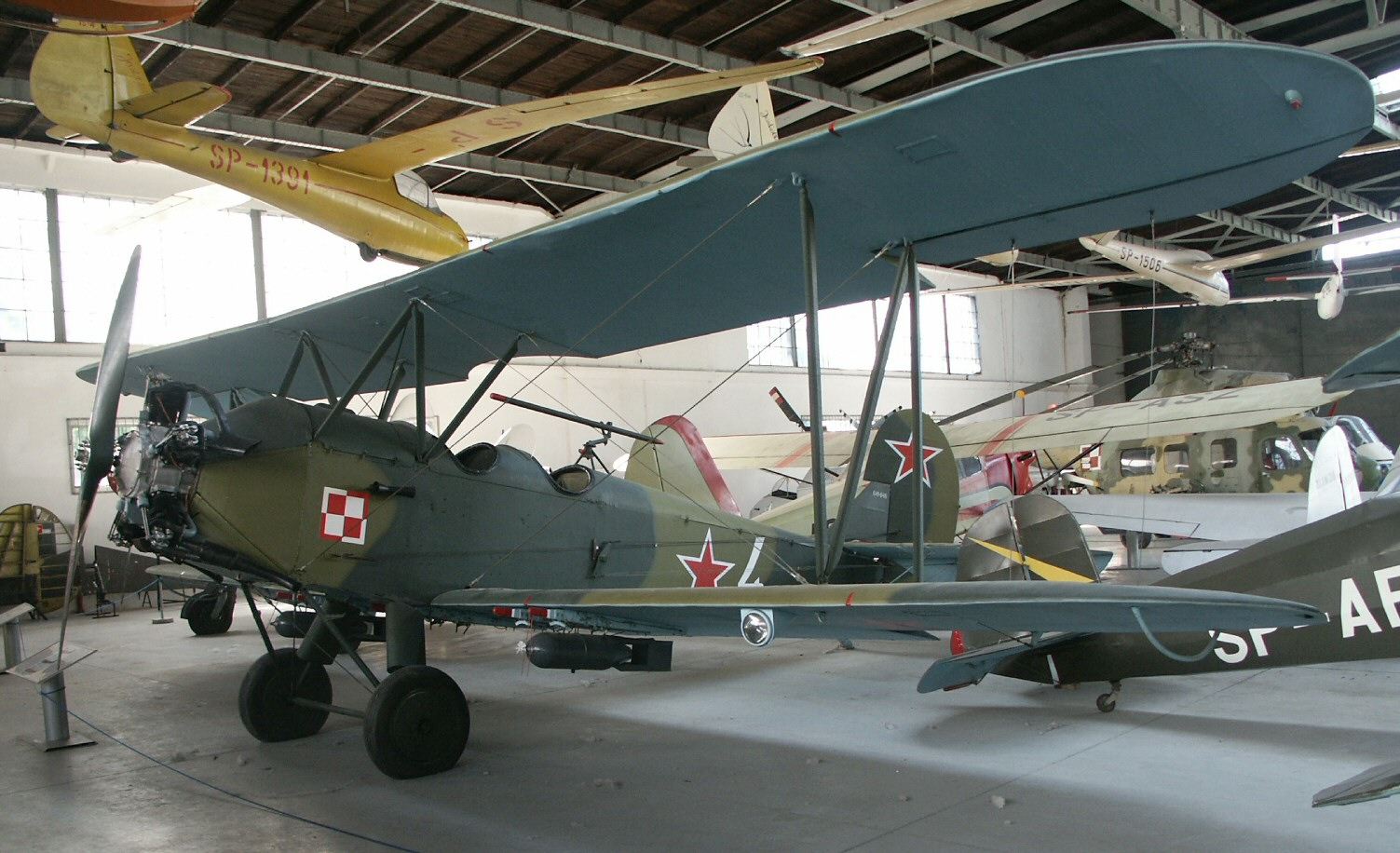
Bomberversion LNB im Polnischen Luftfahrtmuseum

Das gesamte Gerüst des Flugzeuges besteht aus einem Holzrahmen, die vordere Rumpfsektion ist zusätzlich bis in Höhe des zweiten Sitzes mit Sperrholz beplankt. Das Rumpfheck sowie das Tragwerk sind mit Stoff bespannt.
Die beiden Tragflächen sind mit N-Stielen miteinander sowie mit dem Rumpf verbunden und zusätzlich noch verspannt; der Oberflügel besteht aus drei, der Unterflügel aus zwei Teilen. Das Normalleitwerk hat ebenfalls eine Stoffbespannung über einem Holzgerüst, bei späteren Versionen erhielt es Trimm- und Ausgleichsruder.
Das Fahrwerk ist starr und verfügte über eine durchgehende Achse und einen gummigefederten Hecksporn. Statt der Räder können auch Schneekufen verwendet werden.

## Po-2 heute
- Eine flugfähige CSS-13 (polnischer Po-2-Lizenzbau) kann auf dem Flughafen Heringsdorf im „Hangar 10“ besichtigt werden.
- Eine weitere CSS-13, die von 1967 bis 1976 von der GST als Schleppflugzeug mit dem Kennzeichen DM–WAH eingesetzt und nach 1990 restauriert wurde, wird seit 2016 vom Verein „Historische Flugzeuge Sachsen“ auf dem Flugplatz Roitzschjora betrieben.[8][9]
- Eine flugfähige Po-2 wird vom slowenischen Fliegerverein LJSG in Slovenj Gradec betrieben. Die Maschine mit dem Baujahr 1937 wurde 2005 vollständig restauriert.
- Eine flugfähige und vollständig restaurierte Po-2 wird von der Goldtimer Foundation in Ungarn am ehemaligen Budapester Flughafen in Budaörs (West-Budapest) betrieben.

## Technische Daten

Dreiseitenriss

| Kenngröße             | U-2 (Grundversion)                        | U-2T                                      | U-2WS (LNB, Po-2b)                                          | CSS-13                                    |
| --------------------- | ----------------------------------------- | ----------------------------------------- | ----------------------------------------------------------- | ----------------------------------------- |
| Konzeption            | leichtes Verbindungsflugzeug              | leichtes Schulflugzeug                    | leichtes Nachtbombenflugzeug                                | leichtes Schul- und Sportflugzeug         |
| Spannweite            | 11,40 m                                   | 11,40 m                                   | 11,40 m                                                     | 11,38 m                                   |
| Länge                 | 8,17 m                                    | 8,17 m                                    | 8,17 m                                                      | 8,21 m                                    |
| Höhe                  | 3,10 m                                    | 3,10 m                                    | 3,10 m                                                      | 3,00 m                                    |
| Flügelfläche          | 33,15 m²                                  | 33,15 m²                                  | 33,15 m²                                                    | 33,10 m²                                  |
| Leermasse             | 635 kg                                    | k. A.                                     | 770 kg                                                      | 825 kg                                    |
| Startmasse            | maximal 890 kg                            | maximal 980 kg                            | maximal 1268 kg                                             | maximal 1175 kg                           |
| Antrieb               | ein luftgekühlter Fünfzylinder-Sternmotor | ein luftgekühlter Fünfzylinder-Sternmotor | ein luftgekühlter Fünfzylinder-Sternmotor                   | ein luftgekühlter Fünfzylinder-Sternmotor |
| Typ                   | M-11                                      | M-11                                      | M-11D                                                       | M-11D                                     |
| Leistung              | 75 kW (102 PS)                            | 81 kW (110 PS)                            | 92 kW (125 PS)                                              | 97 kW (132 PS)                            |
| Höchstgeschwindigkeit | 150 km/h in Bodennähe                     | 155 km/h                                  | 130 km/h                                                    | 155 km/h                                  |
| Reisegeschwindigkeit  | 111 km/h                                  | k. A.                                     | 115 km/h                                                    | 122 km/h                                  |
| Landegeschwindigkeit  | 65 km/h                                   | k. A.                                     | 78 km/h                                                     | 80 km/h                                   |
| Steigzeit             | k. A.                                     | k. A.                                     | 24,5 min auf 1000 m (?)                                     | k. A.                                     |
| Steigleistung         | k. A.                                     | k. A                                      | k. A.                                                       | 3,0 m/s                                   |
| Gipfelhöhe            | 4000 m                                    | 4000 m                                    | 1300 m                                                      | 3350 m                                    |
| Reichweite            | 400 km                                    | 430 km                                    | 350 km                                                      | 560 km                                    |
| Startstrecke          | 70 m                                      | k. A.                                     | 370 m                                                       | 100 m                                     |
| Landestrecke          | 120 m                                     | k. A.                                     | 205 m                                                       | 120 m                                     |
| Bewaffnung            | –                                         | –                                         | ein bewegliches 7,62-mm-MG DA oder SchKAS 200–300 kg Bomben | –                                         |
| Besatzung             | 1–2                                       | 1–2                                       | 1–2                                                         | 1–2                                       |